# Museu Municipal Dr. José Olavo Machado

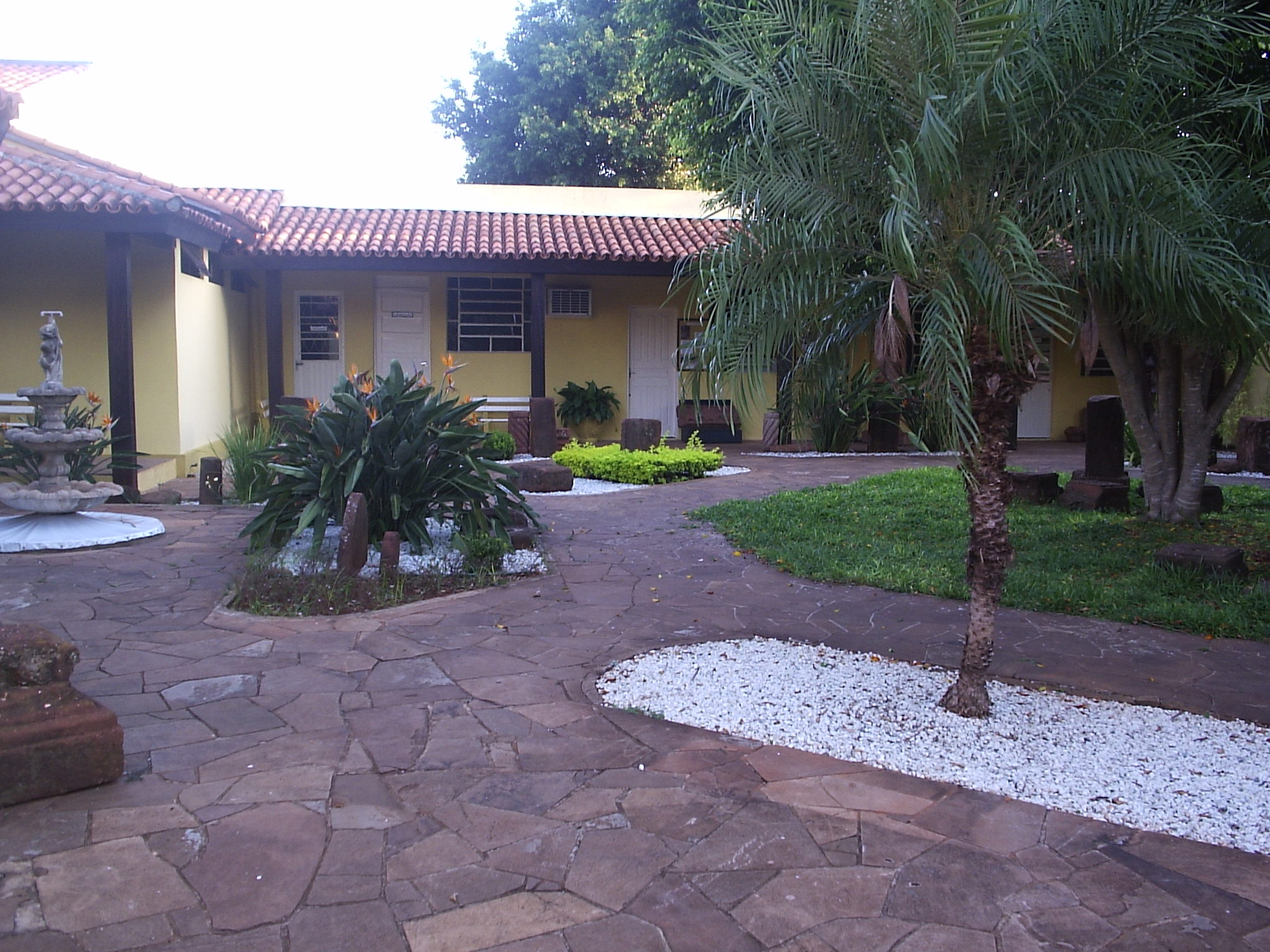
Pátio do Museu Municipal Dr. José Olavo Machado.

O Museu Municipal Dr. José Olavo Machado é o principal museu do município gaúcho de Santo Ângelo. Está localizado no centro histórico da cidade, nas proximidades da Prefeitura Municipal e da Catedral Angelopolitana.
O prédio onde está instalado foi residência do último intendente e primeiro prefeito municipal, Dr. Ulisses Rodrigues. Por tratar-se de uma preciosidade representativa da história e da arquitetura que compõe o núcleo inicial da cidade de Santo Ângelo, o prédio foi tombado como Patrimônio Histórico do Município em 1994.
O museu abriga valiosos materiais do período jesuítico-guarani, além de uma maquete da antiga redução de Santo Ângelo Custódio. É visitado por milhares de turistas todos os meses, provindos de várias regiões do país, bem como de países do Mercosul e da Europa.